# Premier amendement de la Constitution des États-Unis
Cet article traite du Premier amendement de la Constitution américaine. Pour les autres significations, voir Premier amendement (homonymie).
Le premier amendement de la Constitution des États-Unis d'Amérique fait partie des dix amendements ratifiés en 1791 et connus collectivement comme la Déclaration des Droits (en anglais : Bill of Rights). Il interdit au Congrès des États-Unis d'adopter des lois limitant la liberté de religion et d'expression, la liberté de la presse ou le droit à « s'assembler pacifiquement ».
La portée exacte du texte a été interprétée de différentes manières. Alors que l'amendement ne fait référence qu'au Congrès fédéral, on a considéré qu'il devait s'appliquer également aux législations des différents États. D'autre part, le texte ne fait mention que du Congrès qui est seul investi du pouvoir législatif dans la Constitution, cependant, les principes de l'amendement ont pu être appliqués aux décisions des pouvoirs exécutifs et judiciaires.

## Texte
Le texte du premier amendement est le suivant :

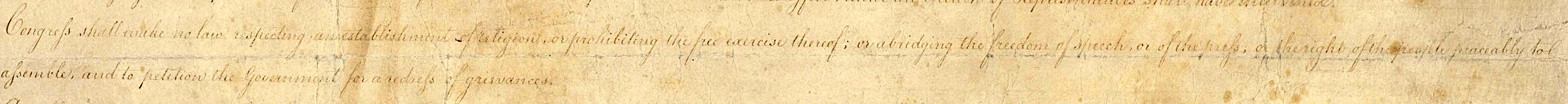
La copie manuscrite du Bill of Rights, 1789, recadrée pour ne faire apparaître que le texte qui serait par la suite ratifié en tant que Premier amendement.

« Congress shall make no law respecting an establishment of religion, or prohibiting the free exercise thereof; or abridging the freedom of speech, or of the press; or the right of the people peaceably to assemble, and to petition the Government for a redress of grievances. »
« Le Congrès n'adoptera aucune loi relative à l'établissement d'une religion, ou à l'interdiction de son libre exercice ; ou pour limiter la liberté d'expression, ou celle de la presse ; ou le droit des citoyens de se réunir pacifiquement ou d'adresser au Gouvernement des pétitions pour obtenir réparations des torts subis. »

## Antécédents
L'opposition à la ratification de la Constitution était en partie due au manque de garanties adéquates des libertés publiques. Le Premier Amendement, avec le reste de la Déclaration des Droits, fut adopté le 15 décembre 1791 de façon à fournir de telles garanties.

## Établissement des religions
La Clause d'établissement du premier amendement interdit l'établissement d'une religion nationale par le Congrès ou la préférence d'une religion sur une autre, ou d'une religion sur les non-croyants. Originellement, le Premier amendement ne s'applique qu'au gouvernement fédéral. Plus tard, sous l'incorporation, certaines provisions furent sélectionnées et appliquées aux États. Toutefois, ce ne fut pas avant le milieu et la fin du XXe siècle que la Cour suprême commença à interpréter les Clauses d'établissement et de libre exercice afin de restreindre la promotion d'une religion par les gouvernements des États. Par exemple, dans l'affaire Board of Education of Kiryas Joel Village School District v. Grumet (en), 512 U.S. 687, le Juge David Souter, écrivant pour la majorité, conclut que le « gouvernement ne devait préférer aucune religion à une autre, ou une religion à l'absence de religion ».

## Libre exercice d'une religion
Dans Sherbert v. Verner (en), 374 U.S. 398, la Court Warren (en) a appliqué un niveau d'examen strict et minutieux lors de la revue de cette clause, soutenant qu'un État doit montrer un intérêt irrésistible dans la restriction des activités liés à la religion.
Dans Employment Division v. Smith (en), 494 U.S. 872, la Cour suprême s'est retirée de ses standards, autorisant des actions gouvernementales considérées comme neutres concernant la religion. Le Congrès tenta de restaurer ces standards par le Religious Freedom Restoration Act, mais dans City of Boerne v. Flores (en), 521 U.S. 507, la Cour Suprême soutient que de telles tentatives étaient anticonstitutionnelles et concernaient les actions des États et ses gouvernements locaux.

## Liberté d'expression

### Protestations de guerre
La Cour Warren étendit la liberté d'expression durant les années 1960, bien qu'il existât des exceptions. En 1968, la cour a confirmé une loi interdisant la destruction de la carte de conscription dans United States v. O'Brien (en), 391 U.S. 367 (1968), car la Cour considéra que le fait de brûler la carte de conscription aurait interféré avec le « fonctionnement sans heurt et efficace » du système de conscription. En revanche, dans Cohen v. California (en), 403 U.S. 15 (1971), la Cour décida qu'une personne ne pouvait être punie pour avoir porté, dans les couloirs du tribunal du comté de Los Angeles, une veste sur laquelle était écrit « Fuck the Draft ».
Dans Tinker v. Des Moines Independent Community School District (en), 393 U.S. 503 (1969), la Cour suprême statua que la liberté d'expression s'étendait aussi aux étudiants. L'affaire concernait le cas de plusieurs étudiants qui avaient été punis pour avoir porté une brassière noire pour protester contre la guerre du Viêt Nam. La cour arrêta que l'école ne pouvait restreindre les actions symboliques qui ne causaient aucune interruption anormale des activités scolaires. Le juge Abe Fortas écrivit, « les écoles ne doivent pas être des enclaves du totalitarisme. Les cadres éducatifs ne possèdent pas l'autorité absolue sur leurs étudiants. Les étudiants […] détiennent des droits fondamentaux que l'État doit respecter, tout comme ces derniers doivent respecter leurs obligations envers l'État. » Toutefois, dans Bethel School District v. Fraser (en), 478 U.S. 675 (1986), la cour soutint qu'un étudiant pouvait être puni pour son discours devant une assemblée publique.

### Discours anonyme
Dans Talley v. California (en), 362 U.S. 60, la cour annula un arrêt de la ville de Los Angeles qui faisait de la distribution de prospectus anonymes un délit.

### Désacralisation du drapeau
La question de la profanation du drapeau fut portée devant la Cour suprême en 1989, dans Texas v. Johnson, 491 U.S. 397 (1989). La cour suprême a renversé la condamnation de Gregory Lee Johnson pour avoir brûlé le drapeau par un vote de cinq contre quatre. Le juge William J. Brennan Jr. (en) affirma que « s'il y a bien un principe à la base du premier amendement, c'est que le gouvernement ne peut pas interdire l'expression d'une idée simplement parce que la société la trouve blessante ou désagréable. » Beaucoup de membres du Congrès critiquèrent la décision de la Cour et la Chambre des représentants vota une résolution dénonçant la cour à l’unanimité.
Une loi fédérale a été votée dans le but d'interdire la désacralisation du drapeau, mais la Cour suprême l'annula comme dans United States v. Eichman (en), 496 U.S. 310 (1990). Plusieurs tentatives ont été faites pour amender la Constitution afin d'autoriser le Congrès à interdire la désacralisation du drapeau. Depuis 1995, l'Amendement contre la désacralisation du drapeau a rassemblé des voix suffisantes pour passer dans la chambre des représentants, mais pas au Sénat. En 2000, le Sénat vota à 63 contre 37 en faveur de l'amendement, soit quatre voix en dessous des deux-tiers nécessaires. En 2006, une autre tentative échoua à un vote de la majorité nécessaire des deux-tiers.

### Obscénité
Le gouvernement fédéral et les États ont longtemps eu la possibilité de restreindre les obscénités et la pornographie. Tandis que l'obscénité n'a généralement aucune protection sous le Premier amendement, la pornographie est sujette à une certaine régulation. Toutefois la définition d'obscénité et de pornographie a évolué au cours du temps.
Quand la cour prit sa décision dans Rosen v. United States en 1896, la cour suprême adopta les mêmes normes d'obscénité qu'un cas anglais, Regina v. Hicklin. La norme Hicklin définit quelque chose comme obscène s'il tend à « diffamer ou corrompre ceux dont les esprits sont ouverts de telles influences immorales, et dans les mains de ceux dont de telles publications peuvent tomber. » La cour décréta dans Roth v. United States (en), 354 U.S. 476 (1957), que le test Hicklin était inapproprié. À sa place, le test Roth désignant l'obscénité était : « ce qui sollicite chez la personne moyenne, appliquant les normes contemporaines de la communauté pris dans son ensemble, un intérêt lubrique. »
Le juge Potter Stewart (en), dans Jacobellis v. Ohio (en), 378 U.S. 184, établit que, puisqu'il ne pouvait pas avec précision définir la pornographie, qu'il le saurait en le regardant.
Le test Roth fut étendu quand la cour prit un arrêt dans Miller v. California, (1964). D'après le test de Miller, un travail est obscène s'il sollicite l'intérêt lubrique d'une personne moyenne appliquant les normes contemporaines de la communauté, dépeint la conduite sexuelle d'une manière blessante et n'a aucune valeur littéraire, artistique, politique ou scientifique sérieuse. Il est à noter que le terme de normes « communautaires » — et non pas les normes nationales—est appliqué si le matériel concerné sollicite l'intérêt lubrique ; par conséquent ce matériel peut être considéré comme obscène dans une localité mais pas dans une autre. Les normes nationales, cependant, sont appliquées si le matériel est de valeur. La pornographie enfantine n'est pas sujette au test Miller, comme le décréta la cour Suprême dans New York v. Ferber (en), 458 U.S. 747 (1982). La cour pensait que l'intérêt du gouvernement pour protéger les enfants d'abus était primordial.
Cependant, la possession personnelle de matériel obscène chez soi ne peut être interdite par loi. Dans un texte pour la cour dans l'affaire Stanley v. Georgia (en), 394 U.S. 557 (1964), le juge Thurgood Marshall écrivit, « si le premier amendement signifie n'importe quoi, il signifie qu'un État n'a pas à indiquer à un homme s'asseyant chez soi quels livres il peut lire ou quels films il peut regarder ». Il n'est toutefois pas inconstitutionnel, pour le gouvernement, d'empêcher l'envoi ou la vente d'articles obscènes, pensant qu'ils doivent être regardés seulement en privé.
Dans Ashcroft v. Free Speech Coalition (en), 535 U.S. 234 (2002), on a fait respecter les droits en invalidant le Child Pornography Prevention Act (1996) (en), soutenant que, puisque l’act « […]interdis[ait] la pornographie enfantine qui ne dépeignait pas un enfant réel […] », il était considéré comme trop étendu et inconstitutionnel d'après le premier amendement. Le juge Anthony M. Kennedy écrivit : « les libertés du premier amendement sont pour la plupart en danger quand le gouvernement cherche à commander la pensée ou à justifier ses lois par cette extrémité interdite. Le droit de penser est le commencement de la liberté, et la parole doit être protégée contre le gouvernement parce que la parole est le commencement de la pensée. »
Dans United States v. Williams (en), 553 U.S. ___ (2008), par un vote de 7 contre 2, la cour suprême confirma le PROTECT Act (2003) (en). La cour a soutenu que l'interdiction de fournir et de demander à obtenir de la pornographie infantile ne viole pas le premier amendement, même si une personne chargée d'après l'acte ne possède pas de pornographie infantile.

### Discours politiques
Le Federal Election Campaign Act de 1971 et les lois affiliés restreignent les contributions monétaires qui peuvent être faites durant les campagnes politiques et les dépenses des candidats. La cour suprême considère la constitutionnalité de l'acte dans Buckley v. Valeo, 424 U.S. 1 (1976). La cour confirma certaines parties de l'acte et en rejeta d'autres. La cour conclut que les limites des contributions de campagnes « servaient les intérêts de base du gouvernement en sauvegardant l'intégrité du processus électoral sans empiéter directement sur le droit des citoyens et candidats à s'engager dans des discussions politiques. »
D'autres règles sur les finances de campagnes furent soumises à un scrutin par la cour lors de l'affaire McConnell v. Federal Election Commission (en), 540 U.S. 93 (2003). L'affaire était axée sur le Bipartisan Campaign Reform Act (2002), une loi qui a apporté plusieurs nouvelles restrictions au financement de campagne.

### Mémoires des criminels condamnés
Dans certains États, des lois interdisent aux criminels condamnés de publier leurs mémoires. Ces lois sont couramment désignées sous l'expression de Son of Sam laws (en), d'après le surnom donné à l'assassin Son of Sam. En 1991, la Cour suprême abrogea une loi de ce type à New York en tant que violation du premier amendement dans l'affaire Simon & Schuster v. Crime Victims Board (en), 502 U.S. 105 (1991). Ce statut n'a pas proscrit la publication d'un mémoire par un criminel condamné. Au lieu de cela, il fut prévu une condition selon laquelle tous les bénéfices du livre seraient mis en fiducie pendant une certaine période. L'argent placé sur un compte serait alors employé pour fournir des fonds à la New York State Crime Victims Board - une organisation qui paye les factures médicales ou autres des victimes du crime.

## Liberté de la presse
La liberté de la presse, comme la liberté d'expression, est sujette à des restrictions sur des bases telles que la loi sur la diffamation.
Dans Branzburg v. Hayes (en), 408 U.S. 665 (1972), la cour plaça des limites dans l'habilitation de la presse à refuser des subpoena des Grand Jury fondant leur plainte sur la liberté de la presse.